# Kasteel van Esparron-de-Verdon
Het Kasteel van Esparron-de-Verdon (Frans: Château d'Esparron-de-Verdon) is een kasteel in de gemeente Esparron-de-Verdon in het Franse departement Alpes-de-Haute-Provence.